# 马亚克工厂
马亚克工厂（羅馬化：AKTSIONERNE TOVARYSTVO Zavod «Mayak»，直译：马亚克工厂股份公司）是一家乌克兰公司，位于基辅市奥博隆区。公司主营磁存储和声音再现设备的制造。自2008年以来，公司主要专业化生产小型武器。